# Шуазёль-Стенвиль, Франсуа-Жозеф де
Маркиз Франсуа-Жозеф де Шуазёль-Стенвиль (фр. François-Joseph de Choiseul-Stainville; 1700 — 1770 или 27 сентября 1769) — лотарингский и австрийский государственный деятель и дипломат.

## Биография
Сын Франсуа-Жозефа де Шуазёля, барона де Бопре, и Николь де Стенвиль.
По завещанию своего бездетного дяди графа де Стенвиля стал наследником его владений при условии принятия его фамилии и герба. В 1722 году получил титул маркиза де Стенвиль.
Герцог Лотарингский в 1725 году направил его чрезвычайным послом в Англию, а в 1726 году во Францию. Первую аудиенцию получил у короля и королевы 26 ноября в Фонтенбло. Также герцог направил маркиза полномочным министром на Суассонский конгресс, а затем выбрал его кандидатуру для поздравлений Георга II по случаю восшествия на престол (1728).
Был великим канцлером Лотарингии. После обмена Лотарингии на Тоскану Шуазёль остался советником великого герцога Франциска Стефана и стал его Главным камергером. Был действительным тайным советником у императора Карла VI.
В декабре 1753 Франциск Стефан, ставший императором, пожаловал Шуазёля в рыцари ордена Золотого руна. Орденскую цепь Шуазёль получил из рук принца Карла Лотарингского в церкви Коденберг в Брюсселе 26 декабря.

## Семья
Жена (23.11.1717): Франсуаза Луиза де Бассомпьер (6.01.1795—1758), придворная дама герцогини Лотарингской, дочь маркиза Анна-Франсуа-Жака де Бассомпьера и Катрин-Дианы де Бово
Дети:
- Этьен-Франсуа (28.06.1719—8.05.1785), герцог д'Амбуаз. Жена (22.12.1750): Луиза Онорина Кроза дю Шатле (28.03.1737—1801), дочь Луи-Франсуа Кроза, маркиза дю Шатле, и Мари-Терезы-Катрин Гуфье
- Шарлотта-Эжени (1723—?), канонисса в Ремирмоне, аббатиса Сен-Луи в Меце
- Леопольд-Шарль (6.12.1724—4.09.1774), герцог и архиепископ Камбре
- Жак-Филипп (6.09.1727—2.06.1789), герцог де Стенвиль. Жена (3.04.1761): Томаза-Тереза де Клермон-Амбуаз (1746—1789), дочь Жака-Луи-Жоржа де Клермон д'Амбуаза, маркиза де Ренель, и Мари-Анриетты Расин де Жонкуа
- Беатрис (1729—17.04.1794), канонисса в Ремирмоне. Хозяйка салона в Париже, гильотинирована. Муж (11.08.1759): герцог Антуан VII де Грамон (1722—1801)